# Départements de la Colombie
La Colombie est divisée en trente-deux départements et un district capital (Bogota D.C.).

## Historique
L'organisation territoriale colombienne actuelle est issue de la constitution de 1886. Auparavant, la Colombie (alors les États-Unis de Colombie) était divisée en États souverains : Antioquia, Bolívar, Boyacá, Cauca, Cundinamarca, Magdalena, Panama, Santander et Tolima.
La nouvelle constitution de 1886 abolit le fédéralisme qui prévalait jusque-là ainsi que sa conséquence, les États souverains. 26 départements sont créés.
En 1903, le département de Panama déclare son indépendance et devient la République du Panama.
Le département d'Atlántico est créé 11 avril 1905 dans le cadre du plan de modernisation du président Rafael Reyes, qui nomme le général Diego A. De Castro gouverneur. Le département est formé par les provinces de Sabanalarga et Barranquilla, séparées du département de Bolívar, avec Barranquilla comme capitale.
En 1911 est créée la Comisaría Especial de Arauca, avec la ville d'Arauca pour capitale, qui devient en 1955 Intendencia Nacional. L'Arauca est séparé de Boyacá en 1960 et intégré au département de Meta. En 1963 est institué le Consejo Intendencial d'Arauca.
En 1928 est créé le Commissariat de l'Amazonas (Comisaría del Amazonas), qui devient en 1931 l'Intendance de l'Amazonas (Intendencia del Amazonas). Celle-ci devient  Comisaría Especial del Amazonas en 1943 puis à nouveau Intendencia Nacional del Amazonas en 1951 et enfin Comisaría del Amazonas en 1957.
En 1951, le département de Córdoba est créé par la Loi 9 de 1951, retranchant 23 981,93 km2 au territoire du Bolívar.
Le 17 décembre 1954, le décret 3640 organise Bogota comme un Distrito Especial de Bogotá. Par l'ordonnance no 7 du Conseil administratif de Cundinamarca sont annexées les municipalités voisines d'Engativá, Fontibón, Suba, Usme, Usaquén et Bosa. Le territoire de Sumapaz est annexé en 1955, donnant au district sa configuration finale.
En 1966 est créé le département de Sucre, par la Loi 47 de 1966, qui enlève 10 783 km2 du département de Bolívar et lui donne sa forme actuelle.
La constitution de 1991, via son article 309, transforme en département les Intendencias d'Arauca, Casanare, Putumayo et San Andrés, Providencia y Santa Catalina, et les Comisarías d'Amazonas, Guaviare, Guainía, Vaupés et Vichada, tandis que via les articles 322 à 327 le Distrito Especial de Bogotá devient le district capital de Santafé de Bogota, ou Santafé de Bogota, Distrito Capital, nom changé en 2000 pour « Bogotá, Distrito Capital », faisant disparaître la référence à Santafé héritée de l'époque coloniale.

## Liste chiffrée des départements
Liste alphabétique des départements de Colombie, avec leur superficie et leur population au recensement de 2005,.
| Département                   | Capitale              | Superficie (km2) | Population (2005) | Amérindiens (%) | Afro-Colombiens (%) | Localisation |
| ----------------------------- | --------------------- | ---------------- | ----------------- | --------------- | ------------------- | ------------ |
| Amazonas                      | Leticia               | 109 665          | 46 950            | 43,4            | 2,0                 |              |
| Antioquia                     | Medellín              | 62 869           | 5 601 507         | 0,5             | 10,9                |              |
| Arauca                        | Arauca                | 23 818           | 153 028           | 2,2             | 4,0                 |              |
| Atlántico                     | Barranquilla          | 3 388            | 2 112 001         | 1,3             | 10,8                |              |
| Bolívar                       | Carthagène des Indes  | 25 978           | 1 836 640         | 0,1             | 27,6                |              |
| Boyacá                        | Tunja                 | 23 189           | 1 210 982         | 0,5             | 1,4                 |              |
| Caldas                        | Manizales             | 7 888            | 898 490           | 4,8             | 2,5                 |              |
| Caquetá                       | Florencia             | 88 965           | 337 932           | 1,6             | 3,7                 |              |
| Casanare                      | Yopal                 | 44 640           | 281 294           | 1,5             | 1,4                 |              |
| Cauca                         | Popayán               | 29 308           | 1 182 022         | 21,5            | 22,2                |              |
| Cesar                         | Valledupar            | 22 905           | 878 437           | 8,2             | 12,1                |              |
| Chocó                         | Quibdó                | 46 530           | 388 476           | 12,7            | 82,1                |              |
| Córdoba                       | Montería              | 25 020           | 1 462 909         | 10,4            | 13,2                |              |
| Cundinamarca                  | Bogota                | 22 623           | 2 228 682         | 0,3             | 3,4                 |              |
| Guainía                       | Inírida               | 72 238           | 18 797            | 64,9            | 1,0                 |              |
| Guaviare                      | San José del Guaviare | 53 460           | 56 758            | 4,8             | 5,9                 |              |
| Huila                         | Neiva                 | 19 890           | 1 001 476         | 1,0             | 1,2                 |              |
| La Guajira                    | Riohacha              | 20 848           | 655 943           | 44,9            | 14,8                |              |
| Magdalena                     | Santa Marta           | 23 188           | 1 136 819         | 0,8             | 9,8                 |              |
| Meta                          | Villavicencio         | 85 635           | 713 772           | 1,3             | 2,6                 |              |
| Nariño                        | San Juan de Pasto     | 33 268           | 1 498 234         | 10,8            | 18,8                |              |
| Norte de Santander            | Cúcuta                | 21 658           | 1 208 336         | 0,6             | 1,8                 |              |
| Putumayo                      | Mocoa                 | 24 885           | 237 197           | 20,9            | 5,5                 |              |
| Quindío                       | Armenia               | 1 845            | 518 691           | 0,4             | 2,5                 |              |
| Risaralda                     | Pereira               | 4 140            | 859 666           | 2,9             | 5,1                 |              |
| San Andrés y Providencia      | San Andrés            | 52               | 59 573            | 0,1             | 57,0                |              |
| Santander                     | Bucaramanga           | 30 537           | 1 913 444         | 0,1             | 3,2                 |              |
| Sucre                         | Sincelejo             | 10 917           | 762 263           | 11,0            | 16,1                |              |
| Tolima                        | Ibagué                | 23 562           | 1 312 304         | 4,8             | 1,2                 |              |
| Valle del Cauca               | Cali                  | 22 140           | 4 052 535         | 0,6             | 27,2                |              |
| Vaupés                        | Mitú                  | 54 135           | 19 943            | 66,6            | 1,6                 |              |
| Vichada                       | Puerto Carreño        | 100 242          | 44 592            | 44,4            | 3,0                 |              |
| Bogota D.C., Distrito Capital | Bogota                | 1 776            | 6 778 691         | 0,2             | 1,5                 |              |
| Colombie                      | Bogota                | 1 141 202        | 41 468 384        | 3,4             | 10,5                |              |